# Premi Mitrofan
El premi Mitrofan ‘al millor llibre de l'any’, donat a Perpinyà, és concedit anualment per un jurat format per l'escriptor rossellonès Joan-Daniel Bezsonoff i Montalat.
Aquest premi, sense aportació econòmica, s’atorga des de l’any 2010 i és concedit anualment al mes de novembre o desembre per un jurat format per l'escriptor. El nom del premi és un homenatge al seu avi rus Mitrofan Bezsonov (Митрофан Безсонов).
El jurat compta amb: Joan-Daniel Bezsonoff, novel·lista; Daniel Valls, coronel, c.r; Maurice Leccia, periodista;  Anatole Vidal, industrial i Joris Van Rensburg, diplomàtic

## Obres premiades
- 2010           Memòries d’un porc  de Santiago Díaz
- 2011           Els castellans   de Jordi Puntí
- 2012           Viatge pel meu país  de Joan Garí
- 2013           Països d’Ultramar  de Joan Carles Martí Casanova[3]
- 2014           Histoire buissonnière de la littérature d’oc  d’Yves Rouquette
- 2015          Picadura de Barcelona  d’ Adrià Pujol Cruells
- 2016           El món d’Horaci   de Vicenç Pagès Jordà
- 2017         La llesqueta del septentrió   d’Aleix Renyé
- 2018           Vicenç Pagès Jordà  pel conjunt de la seva obra
- 2019           La Ilíada (traducció)  de Montserrat Ros a títol pòstum
- 2020                          desert
- 2021                          desert
- 2022          L'ultima estate in città  de Gianfranco Calligarich
- 2023           Els dies previs  de Lluís Muntada[4]
- 2024    Canigó Blues de Carles Sarrat